# Горное (озеро, Эвенкийский район)
Горное — озеро в России, находится в Эвенкийском районе Красноярского края. Площадь поверхности озера — 1,44 км². Площадь его водосборного бассейна — 6,84 км².
Расположено в верховьях реки Амутбирами на высоте 354 метра над уровнем моря. Окружено частично заболоченной лиственнично-берёзовой тайгой с мелкими озёрами. Из северной оконечности озера вытекает короткий водоток, впадающий справа в Амутбирами. К югу от озера лежит вершина 426 м, к северу — область термокарста.
Код озера в государственном водном реестре — 17010700411116100002281.